# Det Syddanske EU-Kontor
Det Syddanske EU-Kontor (på engelsk South Denmark European Office) er opstået ved en fusion af fire tidligere syddanske EU-kontorer og har til opgave at rådgive syddanske virksomheder, kommunale myndigheder og videninstitutioner i EU's projektudviklingsfase. Samarbejdet skaber forudsætninger for en øget internationalisering af syddanske virksomheder og offentlige institutioner og skal sikre resultater i form af vundne EU-projekter. Konkret opnås dette ved, at syddanske aktører med hjælp fra kontoret kan finde en partner/partnere på tværs af landegrænser og herved forbedre sine chancer for at opnå tilskud fra EU's støttepuljer.
Kontoret har sit hovedsæde i Bruxelles og beskæftiger i pr. 2019 14 medarbejdere og 2 praktikanter. Det ejes og drives i fællesskab af Region Syddanmark og de 22 kommuner, som er beliggende i regionen.
Kontoret blev etableret i 2007, formelt som Foreningen EU og Internationalt Samarbejde Syddanmark.
Kontoret kan både optræde som sparringspartner i afgrænsede dele af udviklingsfasen eller under hele forløbet, og de mest centrale arbejdsopgaver er at:
- Yde informationer om EU-politiske tiltag.
- Identificere EU's støtterammer og videreformidle disse til potentielle ansøgere.
- Assistere ved udarbejdelsen af projektansøgninger og -budgetter.

## Fokusområder
Fem overordnede fokusområder udgør kernen for virksomheden:

### Sundhed & Velfærdsinnovation
I linje med EU's rammeprogram, Horizon 2020, som løber i perioden 2014-2020, er der fokus på projekter, som kan være med til at løse samfundsmæssige udfordringer. Dette kan eksempelvis være projekter, der bidrager til en tættere kontakt mellem patient/borger og behandler eller projekter, der kan involvere borgeren mere aktivt i den sundhedsfremmende indsats.

### Energi & Transport
EU har i form af "The European Green Deal" indikeret et behov for at løse klimatiske og energirelaterede problemstillinger. EU efterspørger en sikker, ren og effektiv energi, samt en øget klimaindsats. Dette fokus skal udnyttes til at sikre syddanske miljø- og energikompetencer de bedste muligheder for at positionere sig på de europæiske markeder.

### Erhverv og Innovation
I samarbejde med Syddanmark forsøger Det Syddanske EU-Kontor at identificere aktører med interesse for forsknings- og innovationsprojekter. EU-kontoret har et omfattende kendskab til de forskellige EU-programmer, og denne viden anvender kontoret i henhold til at vejlede relevante syddanske aktører.

### Internationale Kommuner
Det Syddanske EU-Kontor har en prioriteret indsats, der handler om de syddanske kommuners muligheder i Europa. Det gælder støtte, netværk og partnerskaber, der kan handle om alt fra klima- og energi-projekter til projekter om mobilitet, integration eller arbejdskraft. 